# Magnus Londen
Magnus Londen [lån'de:n], född 1968, är en finlandssvensk journalist och författare,
Magnus Londen har sedan 1990-talet skrivit reseskildringar i bokform, kolumner och reportage. År 2021 debuterade han som romanförfattare med boken No Change (S & S). Londen var mellan 2005 och 2025 programledare för Eftersnack på Yle Radio Vega. Programmet kom i direktsändning  på fredagar fram till midsommarafton 2025, då programmet lades ner av besparingsskäl. Londen och hans ständige diskussionspartner sedan 2006, Jeanette Björkqvist valde dock att fortsätta med programmet i poddform hos Hufvudstadsbladet under namnet Snacket med start den 8 augusti 2025.
Magnus Londen fick Statens informationspris 2012. Han är även grundare av, och styrelseordförande för, företaget Come to Finland Publishing, som publicerar nytryck av klassiska finländska reseaffischer. Han är även grundare av och VD för företaget Come to Sweden Publishing Ab i Sverige.
Londen är även en av initiativtagarna till föreningen Karavanen till Ukraina rf som sedan februari 2023 kör ner terrängbilar och humanitär hjälp till Ukraina. I sitt sommarprat hos Yle Vega den 1 juli 2025, berättar han om detta sitt initiativ.